# Christian Lucian Hamsea
Christian Lucian Hamsea (* 13. April 1962 in Kronstadt (Brașov), Rumänien) ist ein deutscher Maler, Graphiker und Bildhauer.

## Leben und Werk
Christian Lucian Hamsea wuchs in Rumänien auf und studierte dort von 1985 bis 1988 Freie Graphik an der Kunstschule in Kronstadt bei Bella Klement. Später kam er nach Deutschland, wo er von 1993 bis 1994 Kunsterziehung an der Universität Erlangen-Nürnberg bei W. Schmidt und Peter Mayern sowie von 1994 bis 1998 Freie Bildende Kunst an der Akademie der Bildenden Künste in Nürnberg studierte. Seitdem arbeitet er als freischaffender Künstler in den Bereichen Malerei, Grafik, Skulptur, Fotografie, Objektdesign und Kunst im öffentlichen Raum.
Von 1998 bis 2002 war Hamsea zugleich Lehrbeauftragter am Lehrstuhl für Kunsterziehung der Friedrich-Alexander-Universität Erlangen-Nürnberg und ist dort seit 2007 als Dozent für Malerei erneut tätig. Zudem ist er seit Februar 2009 als Gastprofessor an der Staatlichen Akademie der Bildenden Künste in Tiflis in Georgien beschäftigt.
Er führte zahlreiche Einzelausstellungen im In- und Ausland durch und nahm an verschiedenen Gemeinschaftsausstellungen in Deutschland, Italien, Russland, Österreich, Frankreich, Kanada, und Mexiko teil. Arbeiten von ihm befinden sich in privatem und öffentlichem Besitz.
Zudem ist er Mitbegründer von internationalen Kunstprojekten, wie dem Festival für murale Kunst „Lucero de Alba“, 2004 in Mexiko und der Londoner Biennale 2006.
Seine Werke – ob Malerei, Grafik oder Skulptur – zeichnen sich durch atmosphärische Verfremdung bzw. Abstraktion der natürlichen Gegebenheiten, wie z. B. der Landschaft oder einer Figur, in Linie, Farbe und Raum aus. Dabei liegt ihm aber immer das Streben nach Gleichgewicht im Sinne der Sehnsucht der Romantik am Herzen.
Sein Schaffenskonzept ist die Neue Romantik. Atmosphärische Verfremdung der natürlichen Gegebenheit in Linie, Farbe und Raum. Das Streben nach Gleichgewicht in der Sehnsucht der Romantik.
Seine Thematik ist die Erschaffung einer morphogenetischen Abstraktion der natürlichen Gegebenheit (Figur, Landschaft etc.) durch das Streben nach Gleichgewicht, in romantischer Sehnsucht, nach dem Vorbild der natürlichen Gesetzmäßigkeit der De- und Neukomposition.
Seine Arbeitsmedien sind Ölmalerei auf Leinwand und Grafik auf Leinwand und Papier; ferner Skulptur aus Bronze, Holz, Metall, Stein und anderen formbaren Materialien. Dabei trägt er auch sich ergebenden kombinierten Gestaltungen auf und mit unüblichen Medien, des Unikates und der Sammelwürdigkeit, Rechnung.
Immer lotet Hamsea in seinen Bildern das Spannungsverhältnis zwischen Gegenständlichkeit und Abstraktion aus – also der Wechselwirkung zwischen einer „objektiven“ Wirklichkeit und unseren eigenen Vorstellungen, die wir von dieser Realität haben.
Er lässt dabei die Frage bewusst offen, ob es sich nun bei seinen Bildern um Abstraktionen von Gegenständlichem handelt oder ob nicht vielmehr die Figuren und Landschaften aus den Assoziationen des Malprozesses heraus entstanden sind.
Mit seiner Vorliebe für malerische Monumentalität im Sinne von kräftigen, pastosen Pinselstrichen gibt er im Zusammenwirken mit einer überaus kontrastreichen, leuchtenden Farbpalette seinen auf Leinwand gemalten Ölbildern Tiefe und Weite.
Das Hamsea bisweilen sogar die totale Umkehrung der konventionellen Farbperspektive wagt und dabei unsere Vorstellungen von Nah und Fern auf den Kopf stellt, ist bezeichnend. Dennoch erkennt der Betrachter Räumlichkeit, wobei sich die Bildräume durch zahlreiche Abtönungen in wechselnder Helligkeit ins Unendliche zu öffnen scheinen.
In einer spontanen Malweise scheint Hamsea in seinen Bildern Strukturen aufzureißen, lässt die Form und ihre spezifische Begrenztheit aufbrechen. Die Komposition definiert er immer wieder neu, und es gelingt ihm, seine dazu eingesetzten Mittel formal fast bis zur völligen Abstraktion zu reduzieren. Die Synthese hat dabei der Betrachter zu leisten, indem er die dynamische Entwicklung des Bildes in seiner Wahrnehmung nachvollzieht und fortsetzt – und die scheinbar disparaten Elemente letztendlich in seiner Anschauung zusammenfügt.
Hamseas Welten wirken dabei nie beliebig, im Gegenteil: Jeder Effekt ist wohl kalkuliert; der Künstler hat sein Ziel von Anfang an abgesteckt, doch der Weg dahin ist nicht statisch oder gar sklavisch festgelegt, sondern ergibt sich letztendlich im Verlauf des Schaffensprozesses.
Er lebt und arbeitet freischaffend in Erlangen, wo er auch sein Atelier hat.

## Auszeichnungen
- 1996 Danner-Preis-Wettbewerb zum Thema Kreuz
- 1998 Austauschstipendium für Lyon, Frankreich
- 1998 Klassenpreis

## Ausstellungen (Auswahl)

### Einzelausstellungen
- 1994 Debutausstellung, Altes Rathaus, Kronstadt, Rumänien
- 1995 Inselvorschläge, Kronstadt und Bukarest, Rumänien
- 2000 Galerie Artistikum, Nürnberg
- 2001 Kadieva – das russische Barbizon, Solyp, Nürnberg
- 2003 Rumänisches Kulturinstitut, Berlin; Galerie in der Genthiner 11, Berlin
- 2004 Galerie Büsch, Berlin
- 2005 Münsterlandfestival pART 1, Münster; Städtische Galerie Erlangen
- 2007 Der Weg – das Treffen, Europäische Kultur Hauptstadt 2007, Sibiu, Rumänien[1]; Galerie arsprototo, Erlangen

### Gruppenausstellungen
- 1994 Europart 94, Avelino, Italien
- 1996 International Miniature Art Bienal, Kanada
- 2000 Im Bilde, Fürth
- 2001 Vladimir – Erlangen, Russland
- 2002 Treffpunkt Berlin, Auswärtiges Amt, Berlin; Erlangen – Vladimir, Künstleraustausch mit der Erlanger Partnerstadt
- 2003 Rumänische zeitgenössische Kunst, Rumänische Botschaft, Berlin
- 2004 Arte Muralismo, Universidad Autonoma Metropolitana Mexico D.F.; Arte Muralismo, Estacion San Lazaro, Mexico D.F.; Maison Internationale de Rennes, Frankreich; La Città Nascosta, Ivrea, Italien
- 2005 Stracci al Vento, Universität von Neapel, Italien
- 2007 Folate Iridiscenti, Villa Doria d’Angri, Neapel, Italien; Stracci al Vento, Universität von Graz, Österreich

### Kunstprojekte
- 1996 Teilnahme International Miniature Art Bienal, Kanada
- 1998 Anima, Hochschulgalerie, Nürnberg; Kunst im öffentlichen Raum, Wandmalerei, Stadtpark-Süd, Nürnberg; 15 anni Progetto Civitella D’Agliano, Kunstprojekt, Civitella D’Agliano, Italien
- 2004 Teilnahme und Mitbegründung des internationalen Festivals Lucero de Alba, Mexico D.F.
- 2006 Studienaufenthalt Volksrepublik China

## Öffentliche Sammlungen
- Geschichtsmuseum, Kronstadt
- Commerzbank, Nürnberg
- Bayerische HypoVereinsbank AG München, HYPO ART ’97
- Fondazione Internazionale Arti Visive Europart 94, Avellino, Italien
- Progetto Civitella D’Agliano, Italien
- Stadt Nürnberg, Celtisstraße, Stadtpark-Süd, Kunst im öffentlichen Raum
- Stadt Vladimir, Russland, Sammlung für zeitgenössische Kunst
- Rumänisches Kulturinstitut, Titu Maiorescu, Berlin
- Botschaft von Rumänien in Berlin, Sammlung für zeitgenössische Kunst